# Marianów Dolny
Marianów Dolny – część wsi Marianów w Polsce, położona w województwie łódzkim, w powiecie kutnowskim, w gminie Strzelce.
W latach 1975–1998 Marianów Dolny należał administracyjnie do województwa płockiego.